# Oncometopia fuscipennis
Oncometopia fuscipennis är en insektsart som beskrevs av Fowler 1899. Oncometopia fuscipennis ingår i släktet Oncometopia och familjen dvärgstritar. Inga underarter finns listade i Catalogue of Life.